# Champions (film 1997)
Champions è un film statunitense del 1997 diretto da Peter Gathings Bunche.

## Trama
William Rockman è un campione di Terminal Combat che ha lasciato l'attività dopo aver ucciso durante un combattimento un giovane. Cinque anni dopo, Terminal Combat è stato bandito dal governo ed è diventato clandestino. Quando il fratello minore di Rockman è stato ucciso durante una partita clandestina dal suo vecchio rivale, The King, Rockman partecipa al torneo per vendicarsi.